# Alluaudomyia splendida
Alluaudomyia splendida är en tvåvingeart som först beskrevs av Johannes Winnertz 1852.  Alluaudomyia splendida ingår i släktet Alluaudomyia och familjen svidknott. Inga underarter finns listade i Catalogue of Life.